# 虛擬廣告
虛擬廣告是使用數位技術將廣告動態插入在預先錄製的電視節目或是直播節目，目前較常見的應用是在體育賽事的轉播。
此技術經常運用於讓廣告商將運動場地的實體廣告看板，置換為數位顯示面板的虛擬廣告。 

## 效益
在運動場上的廣告通常是屬於球隊或俱樂部的財產，但在某些職業運動，聯盟或協會擁有廣告權，而在運動賽事的轉播畫面裡的廣告則是廣播公司或電視公司的財產，這也意味著透過虛擬廣告，後者將可透過銷售此虛擬廣告而從中獲益。實際上，透過電視轉播或網路串流的觀眾數量也遠超過實際在體育場內的觀眾，因此透過虛擬廣告不僅可觸及到更多的觀眾並創造更高的收入，對於職業運動聯盟或是球隊本身也可創造額外的收益。